# Marquesat de Cortemilia
El marquesat de Cortemilia fou un efímer estat feudal sorgit de la divisió dels dominis dels Aleramici, centrat a Cortemilia.

## Història
Els documents estableixen el paper polític i comercial de Cortemilia a l'Alta Edat Mitjana, per la ubicació en la confluència de dues valls i almenys quatre línies de comunicació: Alba i la plana del Po i el Tanaro, al llarg de la vall de Bormida cap a Acqui, i les d'Alessandria (municipi del Piemont) i de Ligúria, accessible també per la vall apenina del Carretó.
La primera documentació certa data del segle x (967), és a dir de l'any en què l'emperador Otó I va assignar Cortemilia ("Curtemilia") i altres 15 "corts" del Vasto al marquès Aleramo (Aleram). Un altre document de 991, sobre l'establiment de l'Abadia de Santo Quintino di Spigno, cita deu mansions del territori de Cortemilia (ja definit en la forma "Cortemilia"). El territori es va incloure en els territoris del Vasto (de l'arrel celta Wast = desert o lloc saquejat, llatí "vastus") o també Guasto i al segle xi el territori del Vasto va confluir a mans del marquès aleràmic Bonifaci del Vasto.
A la mort de Bonifaci el 1125, la Cortemilia, amb títol de marquesat, es va transmetre per herència a un dels seus fills, Bonifaci el Menor, que la va administrar de per vida però no va tenir fills i l'herència va passar a la branca del seu germà Enric I del Carretto, que foren coneguts com els marquesos del Carreto (coneguts també com a marquesos del Carretto de Savona).
Al segle xiii fou infeudada el 1322 als Scarampi que van acabar esdevenint feudataris de Savoia.